# Vápeč
Vápeč (956 m n. m.) je slovenská hora ve Strážovských vrších. Leží východně od obce Horná Poruba. Vrchol a blízké okolí tvoří stejnojmennou národní přírodní rezervaci Vápeč o výměře 75,38 ha, vyhlášenou v roce 1993. Území národní přírodní rezervace zasahuje do katastru Horní Poruby a také do katastru Kopca.

## Geologie
Vápeč vytváří morfologicky dominantní příkrovová struska hronika. Svahy jsou tvořeny hlavně hornotriasovými dolomity. Vrchol tvoří wettersteinské vápence.

## Flóra
Území představuje výraznou vápencově-dolomitovou dominantu Strážovských vrchů s druhově pestrou florou a faunou teplomilného až horského charakteru. Celkový charakter lesní a nelesní vegetace je submontání. Převládají lesní společenstva vápencových bučin, v menší míře se vyskytují bukové květnaté lesy. Na svazích vrcholné a podvrcholné části Vápeče se nacházejí travnato-bylinná společenstva, ve kterých mají převahu druhy teplomilné, podíl horských druhů je menší, soustředěný do chladnějších poloh.

## Národní přírodní rezervace
Kopec je také národní přírodní rezervací, jejíž území vyhlášeno či novelizováno v roce 1993 na rozloze 75,3800 ha. Ochranné pásmo nebylo stanoveno.